# Hans Maurer (Politiker, 1888)
Hans Maurer (* 20. Oktober 1888 in Wien; † 26. März 1976 ebenda) war ein österreichischer Journalist und Politiker (ÖVP). Maurer vertrat die ÖVP zwischen 1945 und 1953 im Nationalrat.

## Leben
Hans Maurer studierte Rechtswissenschaften an der Universität Wien (abs. iur.). Er war Urmitglied der katholischen Studentenverbindung KaV Norica Wien (seit 1907) und 1908 Gründungsmitglied der KÖHV Franco-Bavaria Wien im ÖCV. Beruflich war er als Landwirt sowie von 1913 bis 1938 als Journalist tätig. Maurer arbeitete dabei als Redakteur des Österreichischen Verlages. Aufgrund seiner journalistischen Arbeit wurde er 1938 in Wien in Schutzhaft genommen; 1944 wurde er erneut von der Gestapo inhaftiert. Nach dem Zweiten Weltkrieg vertrat Maurer die ÖVP zwischen dem 19. Dezember 1945 und dem 18. März 1953 als Abgeordneter im Nationalrat.

## Schriften
- Hans Maurer: Kanzler Dollfuß. Styria, Wien / Graz 1934, DNB 575031867, OCLC 3811797.